# Kunstbuch

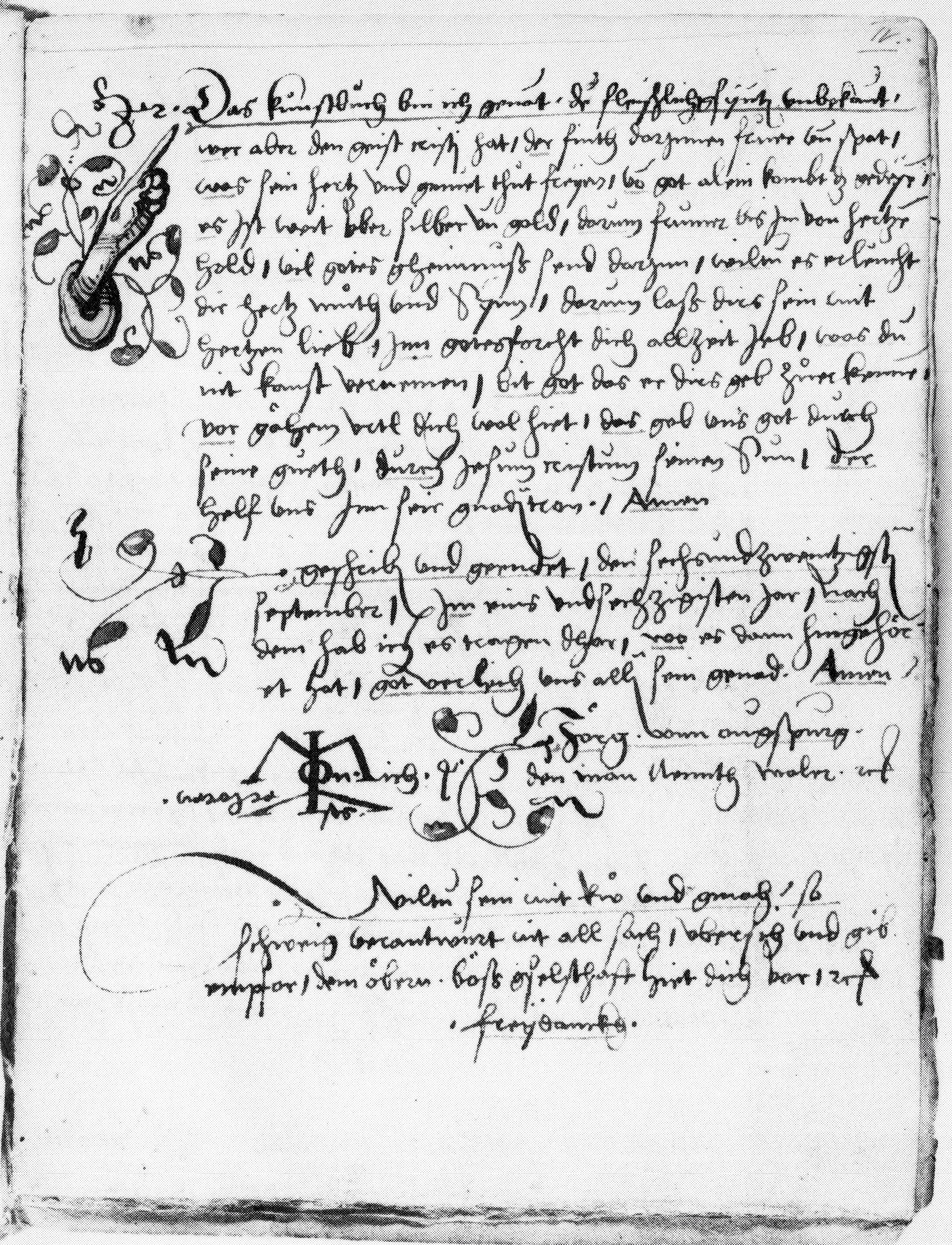
Titelseite des Kunstbuches

Das Kunstbuch ist die älteste Schriftensammlung der radikal-reformatorischen Täuferbewegung. Die Sammlung wurde etwa um 1560/1561 von dem Maler Jörg Propst Rothenfelder zusammengestellt.

## Inhalt
Das Kunstbuch besteht aus etwa 740 Seiten und enthält eine Sammlung von 42 Briefen und Dokumenten aus den Jahren 1527 bis 1555. Darunter befinden sich Sendschreiben an Gemeinden als auch Gemeindeordnungen und Bekenntnisse. Die meisten Schriften stammen aus der Feder von Pilgram Marpeck (mit 15 Briefen und einem Traktat). Ebenfalls mit mehreren Schriften vertreten sind Leopold Scharnschlager (mit drei Briefen und drei Traktaten), Leonhard Schiemer (mit zwei Briefen und zwei Traktaten), Jörg Propst Rothenfelder selbst (mit zwei Briefen und einem Traktat) und Sigmund Bosch (mit zwei Briefen). Von unter anderem Hans Hut, Helena von Freyberg, Christian Entfelder und Hans Schlaffer ist jeweils ein Brief in das Kunstbuch aufgenommen worden. Hinzu kommen noch zwei anonyme Briefe sowie ein Schreiben der Täufer in Mähren an Marpeck. Viele der genannten Briefschreiber waren führende Vertreter des nach Pilgram Marpeck benannten Marpeck-Kreises. Das Kunstbuch gibt so Aufschluss über die Verbindungen des Marpeck-Kreises untereinander als auch über die Entwicklung der Täuferbewegung im süddeutschen und schweizerischen Raum in der ersten Hälfte des 16. Jahrhunderts als Ganzes.

## Geschichte
Das Kunstbuch wurde vermutlich in der Werkstatt des Zürcher Buchbinders Gregor Mangolt mit einem Pergamenteinband versehen. Erst im Jahr 1955 wurde es von den beiden Kirchenhistorikern J. F. Gerhard Goeters und Heinold Fast durch Zufall in der Burgerbibliothek Bern in der Schweiz wiederentdeckt. Die meisten im Kunstbuch aufgenommenen Dokumente waren zuvor unbekannt. Die Sammlung wurde inzwischen in der Reihe Quellen zur Geschichte der Täufer mit ausführlichen Kommentaren und einem textkritischen Apparat herausgegeben.